# Christine Görner
Christine Görner, née le 15 juin 1930 à Halle-sur-Saale et morte le 30 octobre 2024, est une chanteuse d'opéra et actrice allemande.

## Biographie
Christine Görner est l'arrière-petite-fille du metteur en scène Karl August Görner (de) et de la chanteuse d'opéra Friederike Tomasini (de).
Après sa formation de chant, Christine Görner est engagée à l'Opéra d'État de Hambourg à l'âge de 22 ans. Après quelques années, elle se rend au Staatstheater am Gärtnerplatz de Munich. Elle joue, entre autres, dans Fanny (avec Trude Hesterberg), la première comédie musicale à être produite au Gärtnerplatz, et comme Miesmies dans la première de l'opéra Spiegel, das Katzen (avec Ferry Gruber (de)). Elle est présente notamment à l'opéra de Cologne, au Deutsche Oper Berlin et au Bayerische Staatsoper.
Dans les années 1950, elle travaille également comme actrice et participe à plusieurs productions cinématographiques parallèlement à ses apparitions sur scène, où elle obtient toujours des rôles importants. En 1958, elle prend le rôle-titre dans l'adaptation de l'opérette Comtesse Maritza. À partir de 1988, Christine Görner est principalement professeur de théâtre et de chant (coaching vocal), d'abord pendant cinq ans à l'école de théâtre Zerboni (de), plus tard dans son propre studio. Elle a du succès en tant qu'interprète de chansons de Kurt Weill et Bert Brecht ainsi que de chansons des années 1920, et apparaît à la radio et à la télévision.
Christine Gorner vit à Munich. De 1960 jusqu'à leur divorce en 1986, elle fut mariée au chanteur d'opéra Benno Kusche (de), avec qui on l'entend à plusieurs reprises sur des enregistrements, notamment dans des anthologies d'opérette. Son fils Christian Kusche-Tomasini est compositeur de films et vit en Italie.

## Filmographie
- 1954 : Die Witwe Grapin (TV)
- 1954 : Der Trunkenbold in der Hölle (TV)
- 1954 : Der Opernball (TV)
- 1958 : Mein Mädchen ist ein Postillion (de)
- 1958 : Zauber der Montur (de)
- 1958 : Die Operette ist tot – es lebe die Operette (TV)
- 1958 : La Comtesse Maritza
- 1959 : Was eine Frau im Frühling träumt
- 1959 : Immer die Mädchen (de)
- 1959 : Mandolinen und Mondschein (de)
- 1959 : Mein Schatz, komm mit ans blaue Meer
- 1960 : Poupées d'amour (de)
- 1962 : Der liebe Augustin (TV)
- 1963 : Glückliche Reise (TV)
- 1963 : Die lustige Witwe (TV)
- 1965 : Hofball für den Walzerkönig (TV)
- 1967 : Wie lernt man Liebe? (TV)
- 1968 : Immer wieder jung (TV)
- 1969 : G'schichten aus dem Theater an der Wien (TV)
- 1970 : Pariser Leben (TV)
- 1971 : Geschichten über Frauen der Geschichte (série télévisée)
- 1987 : Rendezvous im Palmengarten (TV)